# Germania Papenburg
Germania Papenburg (offiziell: Fußballclub Germania 08 Papenburg e.V.) war ein Sportverein aus dem Papenburger Stadtteil Untenende. Die erste Fußballmannschaft spielte ein Jahr in der höchsten Amateurliga Niedersachsens.

## Geschichte
Die Germania wurde am 7. Juni 1908 auf Anregung des Direktors des örtlichen Realgymnasiums als Schülerfußball-Klub Papenburg gegründet. Noch im selben Jahr wurde der Name in VfB Germania Papenburg geändert, ehe später daraus der FC Germania Papenburg wurde. Am 10. April 1994 fusionierte die Germania mit ihrem Lokalrivalen Amisia Papenburg zum SC Blau-Weiß Papenburg.
Die ersten Erfolge wurden in den 1950er Jahren erzielt. Im Jahre 1956 stieg die Germania in die Bezirksklasse auf und schaffte nach einem 3:1-Entscheidungsspielsieg über den FC Schüttorf 09 den Durchmarsch in die drittklassige Amateurliga 8. Im Jahre 1961 verpassten Germanen unter Trainer Heinz Conradi die Meisterschaft nur äußerst knapp, als die Mannschaft in der Entscheidungsrunde im Spiel gegen den SC Lüstringen kurz vor dem Abpfiff noch den Ausgleich kassierte. „30 Sekunden vor dem Ziel gestolpert“ schrieb die Ems-Zeitung über das Spiel. Ein Jahr später kam es erneut zu einem Patt zwischen drei Vereinen. Dieses Mal konnte sich die Germania gegen den TV Bohmte und Alemannia Salzbergen durchsetzen und stieg in die Amateuroberliga Niedersachsen-West auf. 3.800 Zuschauer, darunter rund 2.000 Papenburger, sahen den 3:1-Sieg über Bohmte im neutralen Haselünne.
Als Zehnter der Saison 1963/64 wurde die Qualifikation für die neue, eingleisige Landesliga Niedersachsen verpasst. Dabei startete die Mannschaft mit vier Siegen in Folge und begrüßte beim Spiel gegen die Amateure des SV Arminia Hannover 3.600 Zuschauer und gegen den TSR Olympia Wilhelmshaven 3.000 Zuschauer. Radio Bremen machte bei letzterem Spiel eine Liveübertragung. Die Germania wurde daraufhin in die Verbandsliga Nord eingruppiert und verpasste 1965 nach einer 2:4-Niederlage im Entscheidungsspiel gegen Blau-Weiß Borssum die Meisterschaft. Torjäger Wilfried Tittmann verpasste verletzungsbedingt die Partie. Zur Saison 1965/66 wurden die Papenburger in die Verbandsliga West umgruppiert, wo man ab 1968 auf den Lokalrivalen Amisia Papenburg traf.
1971 errang die Germania die Meisterschaft nach einem 1:0-Entscheidungsspielsieg gegen Viktoria Georgsmarienhütte. In der Aufstiegsrunde zur Landesliga musste man allerdings der SpVgg Preußen Hameln und dem FC Schöningen 08 den Vortritt lassen. Im Februar 1973 sorgte der Verein für Schlagzeilen, als beim Lokalderby gegen Amisia Papenburg beim Stande von 2:0 für Germania ein Torpfosten brach. Nach erfolgreicher Reparatur verhinderten Anhänger der Amisia den Wiederanpfiff, in dem sie das Spielfeld nicht räumten. Im Jahre 1976 stieg die Germania aus der Verbandsliga ab und musste zwei Jahre später den Gang in die Kreisliga antreten. Grund für den Niedergang waren die vernachlässigte Jugendarbeit sowie ein Schuldenberg in Höhe von 45.000 Mark.
Die Germania verpasste 1980 den Wiederaufstieg in die Bezirksklasse, als die Mannschaft in der Aufstiegsrunde am SV Erika-Altenberge und Germania Thuine scheiterte. Drei Jahre später gelang dann der Aufstieg in die Bezirksklasse. Dort wurde die Mannschaft auf Anhieb Vizemeister hinter dem BV Garrel und schaffte den Durchmarsch in die Bezirksliga. Zwar mussten die Germanen in der Saison 1984/85 als Tabellenletzter direkt wieder absteigen, jedoch gelang 1987 der erneute Aufstieg in die Bezirksliga. In der folgenden Saison 1987/88 schaffte die Mannschaft den Durchmarsch in die Bezirksoberliga Weser-Ems. In der Saison 1990/91 kämpfte die Mannschaft unter Trainer Hermann Eiting lange um den Aufstieg in die Landesliga, wurde aber am Saisonende nur Vizemeister hinter den Amateuren des VfB Oldenburg.

## Persönlichkeiten
- Heinz Conradi, spielte in der seinerzeit erstklassigen Oberliga Nord für Eintracht Nordhorn und trainierte später die Germania
- Hermann Eiting, war Zweitligaspieler beim SV Meppen und trainierte später die Germania
- Gerd Ihns, spielte in der seinerzeit erstklassigen Oberliga für den Hamburger SV, 1. FC Köln, FK Pirmasens, VfB Oldenburg und Eimsbütteler TV und trainierte später die Germania